# 武生事件

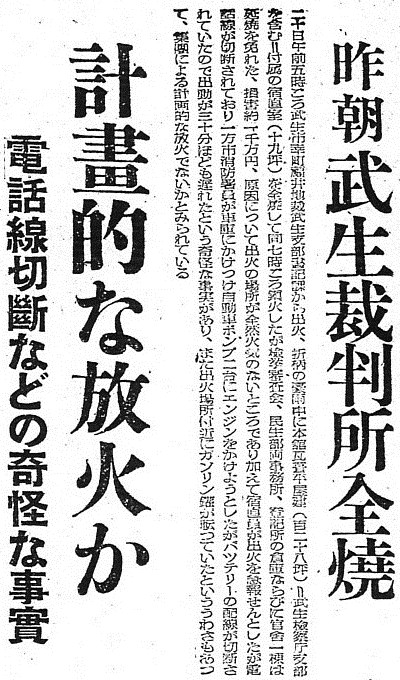
武生事件を報じた福井新聞の記事（1949年9月21日）

武生事件（たけふじけん）とは、1949年9月20日に福井県武生市（現・越前市）で発生した裁判所および検察庁施設への放火事件である。

## 経緯
1949年（昭和24年）9月20日の午前5時頃に福井地方裁判所武生支部及び福井地方検察庁武生支部の建物から出火した。一時間あまりで裁判所の裁判記録、検察庁の証拠書類等を含め全焼した。
地方における司法行政の中核を成す施設での火災であること、加えて消火活動に向かう消防車が走行の妨害工作を受けたことなどから、警察は悪質な放火事件として断定し、捜査が進められた結果、暴力団組長らが検挙されるに至った。
首謀者として逮捕された在日朝鮮人の暴力団組長に死刑が求刑されたが、無罪判決。共犯として起訴された組員による単独犯行として、求刑通り無期懲役が言い渡されている。死者が0人で死刑が求刑された、数少ないケースの一つである。
1951年（昭和26年）6月27日に福井地裁で無罪判決となる。（別件の暴行・公務執行妨害・傷害・銃刀法違反で懲役1年判決）
1954年（昭和29年）4月24日に名古屋高裁金沢支部で検察側の控訴が棄却された。
上告せず、刑が確定した。

## 犯行動機
主犯の暴力団組長は、元在日本朝鮮人連盟の支部員であり、連盟を解散させられたことから、司法に恨みを持っており、さらに在日本朝鮮人連盟のメンバーは、元来日本共産党内にあった「民族対策部」という部署の構成員であったため、日本共産党の教唆によってその手先として武生市での焼き討ち以外にも、日本各地でありとあらゆる蛮行を働いていた。また、その暴力団組長は、それまでに傷害事件や公務執行妨害を繰り返しており、保釈中ではあったものの、裁判所で未審理の犯罪を数件抱えており、将来的には収監されることが確実であったことから、裁判所に放火し、騒ぎに乗じて裁判記録の隠滅をする狙いもあった。
後者の動機に関しては、同じ境遇の組員や新聞社経営者などが複数存在し、次第に共犯が増加、最終的には放火担当、連絡担当、見張担当、妨害担当にまで役割が細分化された一大犯行グループが形成されていた。

## その他
- 犯行に加わった者の一部は、同年10月、隣接する今立町（現・越前市）の今立警察署（現・越前警察署今立分庁舎）も襲撃、放火を行っている。動機は武生事件同様、犯罪記録の隠滅にあった。
- 裁判所を襲撃するという暴力的な事件は、戦後の混乱期をもってしてもセンセーショナルな事件として受け止められた。後に造られた暴力団抗争を主題とする映画（仁義なき戦い）の一場面では、抗争が激化する過程の中で武生事件を連想させる描写が加えられるなどの影響が見られた。